# Cihaurgeulis
Cihaurgeulis is een bestuurslaag in het regentschap Kota Bandung van de provincie West-Java, Indonesië. Cihaurgeulis telt 11.638 inwoners (volkstelling 2010).